# 影子练习
影子练习（Shadow-exercise），是同声传译的一种训练方法。通过一边听录音，一边像影子一样更在后面模仿录音发音。
影子练习可以帮助训练者，从初步理解知识的程度，提高到灵活运用知识的程度。